# Ronde van Spanje 2015/Tweede etappe
De tweede etappe van de Ronde van Spanje 2015 was een heuvelrit en werd verreden op 23 augustus 2015 over een afstand van 158,7 km van Alhaurín de la Torre naar Caminito del Rey (Álora).

## Verloop
Matteo Pelucchi kwam vroeg in de etappe ten val en zou later moeten opgeven. Na die val ontstond een kopgroep met daarbij één Nederlander: Bert-Jan Lindeman (Team LottoNL-Jumbo). Hij kreeg Walter Fernando Pedraza Morales (Colombia), Davide Villella (Cannondale-Garmin), José Gonçalves (Caja Rural-Seguros RGA), Matteo Montaguti (AG2R La Mondiale) en Nélson Felipe Oliveira Santos (Lampre-Merida) met zich mee. De maximale voorsprong was meer dan zes minuten, maar de eerste vlucht slaagde niet. Gonçalves werd als laatste bijgereden.
De slotfase werd ontsierd door een valpartij waardoor Przemysław Niemiec (Lampre-Merida) en David Tanner (IAM Cycling) moesten opgeven. Ook Vincenzo Nibali (Astana Pro Team), Peter Sagan (Tinkoff-Saxo) en Nacer Bouhanni (Cofidis) waren hierbij betrokken. Nibali kreeg de hulp van ploegmaats om terug te keren, maar toen het gat anderhalve minuut was ging hij gedurende 200 meter aan de volgauto hangen. Zowel Nibali als zijn ploegleider werden hierdoor na afloop uitgesloten. Op de Alto de Massa ging favoriet Nairo Quintana (Movistar) ten aanval. Hij kreeg de Nederlander Tom Dumoulin (Team Giant-Alpecin), Nicolas Roche (Team Sky) en Esteban Chaves (Orica-GreenEDGE) mee. Uiteindelijk bleven Chaves en Dumoulin over, waarbij Chaves de sprint won. Quintana en Joaquim Rodríguez (Katjoesja) boekten beiden een kleine tijdwinst op Chris Froome (Team Sky), Alejandro Valverde (Movistar), Fabio Aru (Astana Pro Team en Mikel Landa (Astana Pro Team. Tejay van Garderen (BMC) verloor bijna twintig seconden op Quintana, Domenico Pozzovivo (AG2R La Mondiale) verloor 28 seconden. Rafał Majka (Tinkoff-Saxo) zou uiteindelijk bijna 40 seconden verliezen op Quintana.

### Tussensprinten
| Tussensprint Av. Pablo Ruiz Picasso,Álora na 139 km |                    |        |
| Plaats                                              | Naam               | Punten |
| Winnaar                                             | José Gonçalves     | 4      |
| 2                                                   | Alejandro Valverde | 2      |
| 3                                                   | Joaquim Rodríguez  | 1      |

### Bergsprinten
| Beklimming Alto de Ardales na 113 km | Beklimming Alto de Ardales na 113 km | Beklimming Alto de Ardales na 113 km | 3e cat. km à % | 3e cat. km à % |
| Plaats                               | Naam                                 | Naam                                 | Punten         |                |
| Winnaar                              | Walter Pedraza                       | Walter Pedraza                       | 3              |                |
| 2                                    | Davide Villella                      | Davide Villella                      | 2              |                |
| 3                                    | Bert-Jan Lindeman                    | Bert-Jan Lindeman                    | 1              |                |

| Beklimming Caminito del Rey na 158,7 km | Beklimming Caminito del Rey na 158,7 km | Beklimming Caminito del Rey na 158,7 km | 3e cat. km à % | 3e cat. km à % |
| Plaats                                  | Naam                                    | Naam                                    | Punten         |                |
| Winnaar                                 | Esteban Chaves                          | Esteban Chaves                          | 3              |                |
| 2                                       | Tom Dumoulin                            | Tom Dumoulin                            | 2              |                |
| 3                                       | Nicolas Roche                           | Nicolas Roche                           | 1              |                |

## Rituitslag
| Rituitslag |                    |                    |          |
| Plaats     | Naam               | Ploeg              | Tijd     |
| Winnaar    | Esteban Chaves     | Orica-GreenEdge    | 3u57'25" |
| 2          | Tom Dumoulin       | Team Giant-Alpecin | +1"      |
| 3          | Nicolas Roche      | Team Sky           | +9"      |
| 4          | Daniel Martin      | Cannondale-Garmin  | +14"     |
| 5          | Joaquim Rodríguez  | Katjoesja          | +26"     |
| 6          | Nairo Quintana     | Team Movistar      | z.t.     |
| 7          | Chris Froome       | Team Sky           | +30"     |
| 8          | Alejandro Valverde | Team Movistar      | +31"     |
| 9          | Daniel Moreno      | Katjoesja          | z.t.     |
| 10         | Fabio Aru          | Astana             | +37"     |
|            |                    |                    |          |
| 21         | Jelle Vanendert    | Lotto Soudal       | +1'04"   |

## Klassementen
| Algemeen Klassement |                    |                    |          |
| Plaats              | Naam               | Ploeg              | Tijd     |
| Rode trui           | Esteban Chaves     | Orica-GreenEdge    | 3u57'15" |
| 2                   | Tom Dumoulin       | Team Giant-Alpecin | +5"      |
| 3                   | Nicolas Roche      | Team Sky           | +15"     |
| 4                   | Daniel Martin      | Cannondale-Garmin  | +24"     |
| 5                   | Joaquim Rodríguez  | Katjoejsa          | +36"     |
| 6                   | Nairo Quintana     | Team Movistar      | z.t.     |
| 7                   | Chris Froome       | Team Sky           | +40"     |
| 8                   | Alejandro Valverde | Team Movistar      | +41"     |
| 9                   | Daniel Moreno      | Katjoesja          | z.t.     |
| 10                  | Fabio Aru          | Astana             | +47"     |
|                     |                    |                    |          |
| 21                  | Jelle Vanendert    | Lotto Soudal       | +1'04"   |

| Ploegenklassement |                 |           |
| Plaats            | Ploeg           | Tijd      |
|                   | Team Sky        | 12u02'56" |
| 2                 | Astana          | +21"      |
| 3                 | Lotto Soudal    | +1'17"    |
| 4                 | BMC Racing Team | +1'33"    |
| 5                 | Team Movistar   | +1'44"    |

### Nevenklassementen
| Puntenklassement |                |                    |        |
| Plaats           | Naam           | Ploeg              | Punten |
| Groene trui      | Esteban Chaves | Orica-GreenEdge    | 25     |
| 2                | Tom Dumoulin   | Team Giant-Alpecin | 20     |
| 3                | Nicolas Roche  | Team Sky           | 16     |

| Bergklassement        |                |                    |        |
| Plaats                | Naam           | Ploeg              | Punten |
| Bolletjestrui (blauw) | Esteban Chaves | Orica-GreenEdge    | 3      |
| 2                     | Walter Pedraza | Colombia           | 3      |
| 3                     | Tom Dumoulin   | Team Giant-Alpecin | 2      |

| Combinatieklassement |                |                    |        |
| Plaats               | Naam           | Ploeg              | Punten |
| Witte trui           | Esteban Chaves | Orica-GreenEdge    | 3      |
| 2                    | Tom Dumoulin   | Team Giant-Alpecin | 7      |
| 3                    | Nicolas Roche  | Team Sky           | 11     |

## Opgave
- Matteo Pelucchi (IAM Cycling) opgegeven na valpartij
- Przemysław Niemiec (Lampre-Merida) opgegeven na valpartij
- David Tanner (IAM Cycling) opgegeven na valpartij
- Vincenzo Nibali (Astana) gediskwalificeerd voor enkele honderden meters aan de volgauto te hangen.